# Sparberegg (Gemeinde Pinggau)
Sparberegg ist eine Ortschaft und Katastralgemeinde der Gemeinde Pinggau im Bezirk Hartberg-Fürstenfeld.

## Geographie
Sparberegg liegt an der Ostabdachung des Wechsels, unweit des steirisch-niederösterreichisch-burgenländischen Dreiländerecks am Willersbach, und kann auch schon in den Raum der Bernsteiner Berge respektive der Buckligen Welt gerechnet werden. Er befindet sich etwa 20 Kilometer nordöstlich der Stadt Hartberg, knapp 4 Kilometer südöstlich von Pinggau/Friedberg.
Die Ortschaft und Katastralgemeinde Sparberegg umfasst mit 703,28 ha 62 Adressen mit 182 Einwohnern (Stand 1. Jänner 2024).
Zum Ortschaftsgebiet gehören auch die zerstreuten Häuser Pluilis westlich unterhalb und Reitbichl nordöstlich, sowie einige Einzellagen.
Das Katastralgebiet  Sparberegg  erstreckt sich vom Pinka-Ufer bis an den Steingrabenbach. Südgrenze der Katastralgemeinde ist steirische Landesgrenze. Nordwestlich erstreckt sich das Gebiet bis an den Schäffernbach bei Elsenau, dort befindet sich die Ortslage Elsenau-Sparberegg mit wenigen Häusern.
| Tanzegg (KG) Lafnitzdorf (O)                            | Elsenau (O u. KG, Gem. Schäffern) Elsenau-Sparberegg      | Götzendorf (O u. KG, Gem. Schäffern) Reitbichl                 |
| Pluilis Haideggendorf (O u. KG)                         | Kompassrose, die auf Nachbargemeinden zeigt               |                                                                |
| Hochart (O u. KG, Gem. Pinkafeld, Bez. Oberwart, Bgld.) | Wiesfleck (O u. KG, Gem. Wiesfleck, Bez. Oberwart, Bgld.) | Schreibersdorf (O u. KG, Gem. Wiesfleck, Bez. Oberwart, Bgld.) |

## Geschichte
Der Raum war schon in der Antike gut besiedelt, südlich des Orts im Panzerwald, hauptsächlich schon im Burgenländischen, liegt eine Gruppe von vier Grabhügeln (Tumuli). Sie datiert in die frühe Römerzeit, ist von der Art her aber wohl wie die anderen Gräber der Gegend der vorrömischen Bevölkerung zuzurechnen. Es besteht sicherlich ein Zusammenhang mit der Römerstraße von Savaria (Szombathely) durchs Südburgenländische Hügelland zum Wechselpass, die vermutlich irgendwo hier in der Gegend verlief.
Die Gemeinde Sparbaregg wurde mit Schaffung der Ortsgemeinden 1848/49 gegründet, bestehend aus den Katastralgemeinden Sparbaregg und Götzendorf. Am 1. Juni 1964 wurde die Gemeinde in Sparberegg umbenannt. Per 1. Jänner 1968 wurde die Gemeinde mit der Gemeinde Schäffern vereinigt.
Am 1. Jänner 1969 kam die Ortschaft/Katastralgemeinde Sparberegg von Schäffern zu Pinggau. Die Häuser, die bei Schäffern blieben, wurden dort als Ortschaft Elsenau Sparberegg (Ortschaftskennziffer 15202) weitergeführt. Diese Ortschaft (2011: 42 Einwohner) wurde 2012 aufgelöst,  und zu Elsenau geordnet, die Ortslage des Namens wird hier in Pinggau verortet. In Schäffern blieb aber auch ein Zählsprengel namens Sparberegg, der seit 2012 insbesondere die Ortschaft Götzendorf als solche umfasst.

## Wirtschaft
Der Ort wird durch Land- und Forstwirtschaft geprägt. Es gibt drei Tischlereien, eine Spenglerei, eine Motorradwerkstatt und die Dreiländermostschank Gamperl.

## Kultur

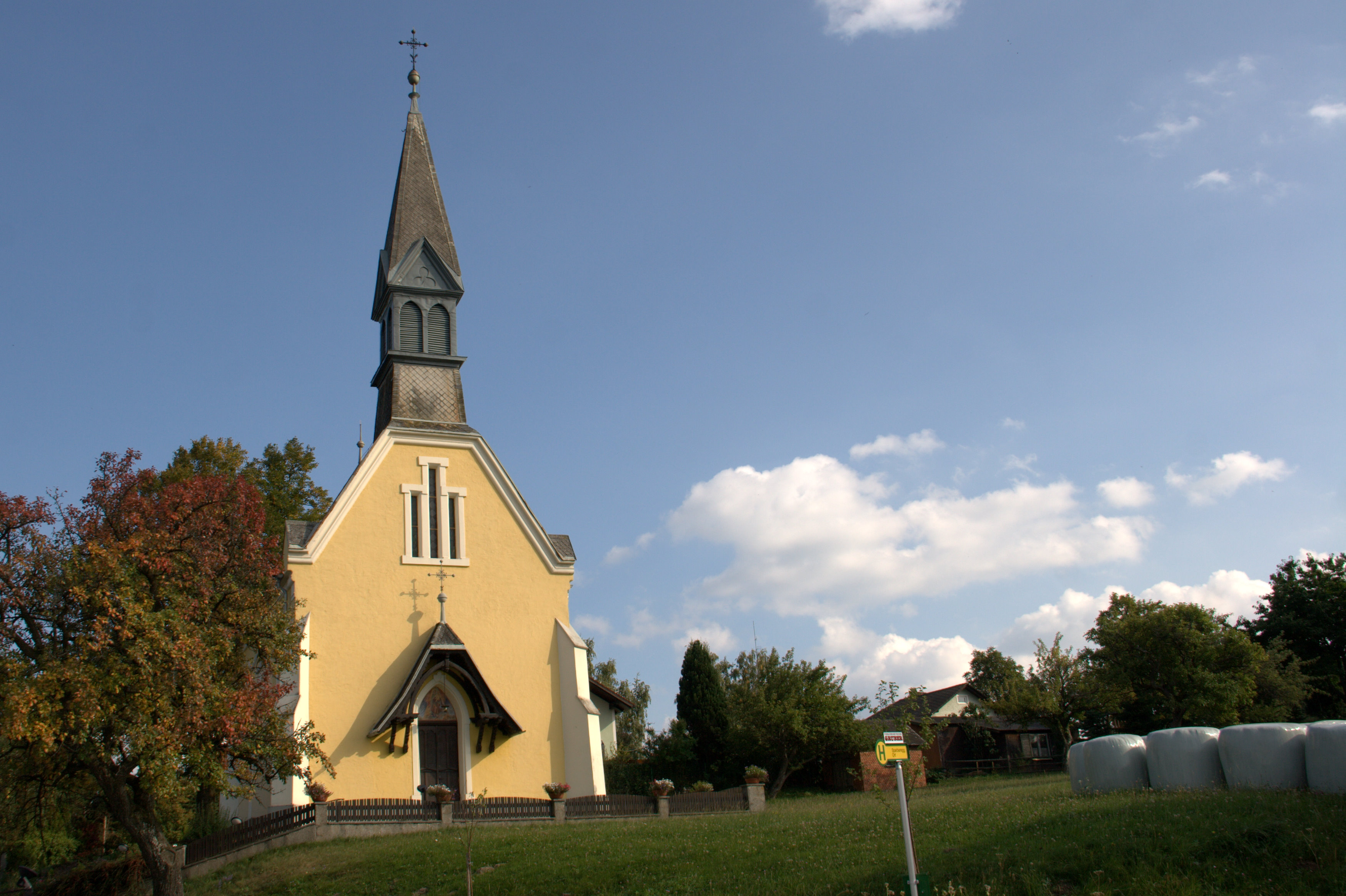
Kath. Filialkirche Maria Hilf

In dem Ort steht die 1906 errichtete Kapelle Mariahilf, die der Pfarrkirche Pinggau zugehört.

### Sagen
Der Teufelsstein steht mitten in einem verdichteten Wald.  Der Stein sieht aus wie ein Grabbett. Man erzählt sich, dass hier der „Holzknecht Seppl“ alle Leute, die dort heruntergekommen sind, brutal getötet habe. Er wurde dann in Pinkafeld aufgehängt. Es heißt, er habe vorher die Toten alle unter diesem Stein mit ihren Besitztümern begraben. Neben dem Stein kann man einen Grabungsversuch erkennen. Auf den Stein soll manchmal das Blut der Toten rinnen.

## Soziales Leben
Sparberegg verfügt über die 1942 gegründete Freiwillige Feuerwehr (FF). Seit 2000 erringt die Wettkampfgruppe der FF Sparberegg regelmäßig Auszeichnungen bei Landeswettbewerben. Ferner besteht seit 1998 der Verein Lebenswertes Sparberegg, der einen Gemeinschaftsplatz mit einer Mehrzweckhalle 1998–2002 erbaute, vor allem um der Abwanderung jüngerer Sparberegger entgegenzuwirken.